# محمد علي سلطاني
الدكتور محمد علي سلطاني مواليد دمشق 1933 وتوفي عام 2002، أستاذ جامعي ومؤلف في مجال علوم اللغة العربية، حصل على الدكتوراه في النحو سنة 1974 من جامعة عين شمس في القاهرة بدرجة امتياز مع مرتبة الشرف الأولى، ألف أكثر من 20 كتابا في النحو والصرف والنقد الأدبي والعروض، درس في جامعات في السعودية والجزائر وسوريا، عضو اتحاد الكتاب العرب في دمشق، توفي في دمشق عام 2002 إثر دبحة قلبية.

## من مؤلفاته
- المختار من علوم البلاغة والعروض
- إتحاف الطرف في علم الصرف
- قواعد مقترحة لتوحيد الكتابة العربية
- القواعد الموحدة في الكتابة والإملاء